# Vovin
Vovin (w jęz. enochiańskim: Vovin, Vovina – smok) – tytuł studyjnego albumu szwedzkiego zespołu Therion. Album został wydany w roku 1998; nagrany i zmiksowany w Woodhouse Studios w Hagen w latach 1997 i 1998.

## Lista utworów
1. „The Rise of Sodom and Gomorrah” – 6:45
2. „Birth of Venus Illegitima” – 5:13
3. „Wine of Aluqah” – 5:02
4. „Clavicula Nox” – 8:47
5. „The Wild Hunt” – 3:47
6. „Eye of Shiva” – 6:17
7. „Black Sun” – 5:08
8. „Draconian Trilogy: The Opening” – 1:28
9. „Draconian Trilogy: Morning Star” – 3:34
10. „Draconian Trilogy: Black Diamonds” – 2:56
11. „Raven of Dispersion” – 5:57
12. „The King” (cover Accept)[5] – 4:07

## Twórcy albumu
- Christofer Johnsson – gitara, instrumenty klawiszowe, współprodukcja, muzyka, aranżacje
- Tommy Eriksson – gitara
- Wolf Simons – perkusja
- Jan Kazda – gitara basowa

Ponadto:
- Waldemar Sorychta – dodatkowa gitara
- Siggi Bemm – dodatkowa gitara
- Lorentz Aspen – organy Hammonda („Draconian Trilogy”)
- Ralf Scheepers – wokal prowadzący („The Wild Hunt”)
- Martina Astner – alt, sopran (solo, duet)
- Sarah Jezebel Deva – alt, sopran (solo, duet)
- Thomas Karlsson – teksty utworów
- Jan Kazda – dyrygentura, aranżacje

Chór:
- Eileen Kupper – sopran
- Angelica Martz – sopran
- Dorothee Fischer – alt
- Anne Tributh – alt
- Gregor Dippel – tenor
- Max Cilotek – tenor
- Javier Zapater – bas
- Jochen Baver – bas

The Indigo Orchestra (orkiestracja):
- Petra Staltz – skrzypce
- Heike Haushalter – skrzypce
- Monika Maltek – altówka
- Gesa Hansen – wiolonczela
- Alois Kott – podwójny bas, kontrabas

## Single
- Eye of Shiva